# (7167) Laupheim
(7167) Laupheim est un astéroïde de la ceinture principale.

## Description
(7167) Laupheim est un astéroïde de la ceinture principale. Il fut découvert le 12 octobre 1985 à l'Observatoire Palomar par Carolyn S. Shoemaker et Eugene M. Shoemaker. Il présente une orbite caractérisée par un demi-grand axe de 3,13 UA, une excentricité de 0,21 et une inclinaison de 23,5° par rapport à l'écliptique.

## Compléments